# アミティヴィル・アサイラム
『アミティヴィル・アサイラム』（The Amityville Asylum）は2013年のホラー映画。『悪魔の棲む家』と同じくジェイ・アンソンによる小説『アミティヴィルの恐怖 (The Amityville Horror)』を下敷きにしている。

## あらすじ
ロングアイランド州アミティヴィル。休職中のリサ・テンプルトンは精神医療のハイホープス病院で夜間の清掃員として働くことに。清掃するのはX病棟。ここには、殺人経験のある犯罪者の患者が収容されていた。不気味な雰囲気に恐怖を抱く中、患者には居ない謎の少女を目撃したり、言葉を話せない患者ハーデスティ夫人に「お前はここで死ぬ」と囁かれたり、不可解な現象が起きていく。友人や同僚のディレイニーから病院が建っている場所は、あの悪名高きオーシャン・アベニュー112番地があった跡地だと聞かされる。さらに調べてみるとデフェオ一家殺害事件にも関わる邪教団の存在が明確になり、ハイホープス病院とも深く結び付く手掛かりを発見する…。

## キャスト
- リサ・テンプルトン - ソフィア・デル・ピッツォ
- アリソン - サラ・ルイーズ・マディソン
- セーディ・クレンウィンケル - アイリーン・ダリー
- ペンバートン - ケイトン・ホール
- ディレイニー - リー・ベイン
- デニス・パーマー - マシュー・バット
- ハードキャッスル - ポール・ケレハー
- エリオット・ミクスター院長 - ジャレッド・モーガン
- アトキンス - アンディ・エヴァソン
- ハーデスティ夫人 - ジュディス・ヘイリー
- ナンシー - イナ・マリー・スミス